# Nasser Al-Othman
Nasser Al-Othman (in arabo ناصر العثمان‎?; Al Kuwait, 14 gennaio 1977) è un calciatore kuwaitiano, centrocampista dell'Al Salmiya Club.

## Carriera

### Club
Ha giocato nella prima divisione kuwaitiana.

### Nazionale
Esordisce con la  Nazionale kuwaitiana nel 1997.

Ha disputato con la selezione olimpica le olimpiadi di Sydney 2000.